# Лига мозамбикских женщин
Лига мозамбикских женщин (англ. League of Mozambican Women) — неправительственная женская организация в Африке.
Лига была основана в 1962 году в Мозамбике и связана с организацией «ФРЕЛИМО».

## Деятельность
Целью лиги была поддержка семей комбатантов во время войны за независимость и распространение принципов ФРЕЛИМО.
Лига участвовала в Панафриканском женском конгрессе (Pan-African Women’s Congress). Её лидеры часто путешествовали, создавая сеть поддержки со странами и организациями, которые сотрудничали в борьбе за независимость в Африке.

## Преобразование
С началом вооруженного конфликта в Мозамбике возникли новые задачи. Столкнувшись с необходимостью защиты и мобилизации освобожденных территорий, а также тех, которые все ещё контролируются Португалией, в 1967 году, был создан «Женский батальон» (Destacamento Feminino).
Потеряв актуальность, в 1969 году лига прекратила своё самостоятельное существование и слилась с батальоном.
Батальон состоял из женщин-партизан, запросивших военную подготовку у руководства ФРЕЛИМО. комбатанты «Женского батальона» оккупировали территории, отведенные для мужчин, спровоцировав революцию в крестьянских и консервативных районах, ограничив власть и контроль мужчин над производительной и репродуктивной ролью женщин. Впоследствии женским крылом ФРЕЛИМО стала новая организация «Организация женщин Мозамбика».

## Руководители
Селина Симанго (Selina Simango) занимала пост президента. Присцила Гумане (Priscila Gumane) выполняла роль вице-президента.